# Aleodorus scutellaris
Aleodorus scutellaris är en skalbaggsart som först beskrevs av Leconte 1866.  Aleodorus scutellaris ingår i släktet Aleodorus och familjen kortvingar. Inga underarter finns listade i Catalogue of Life.